# Терена

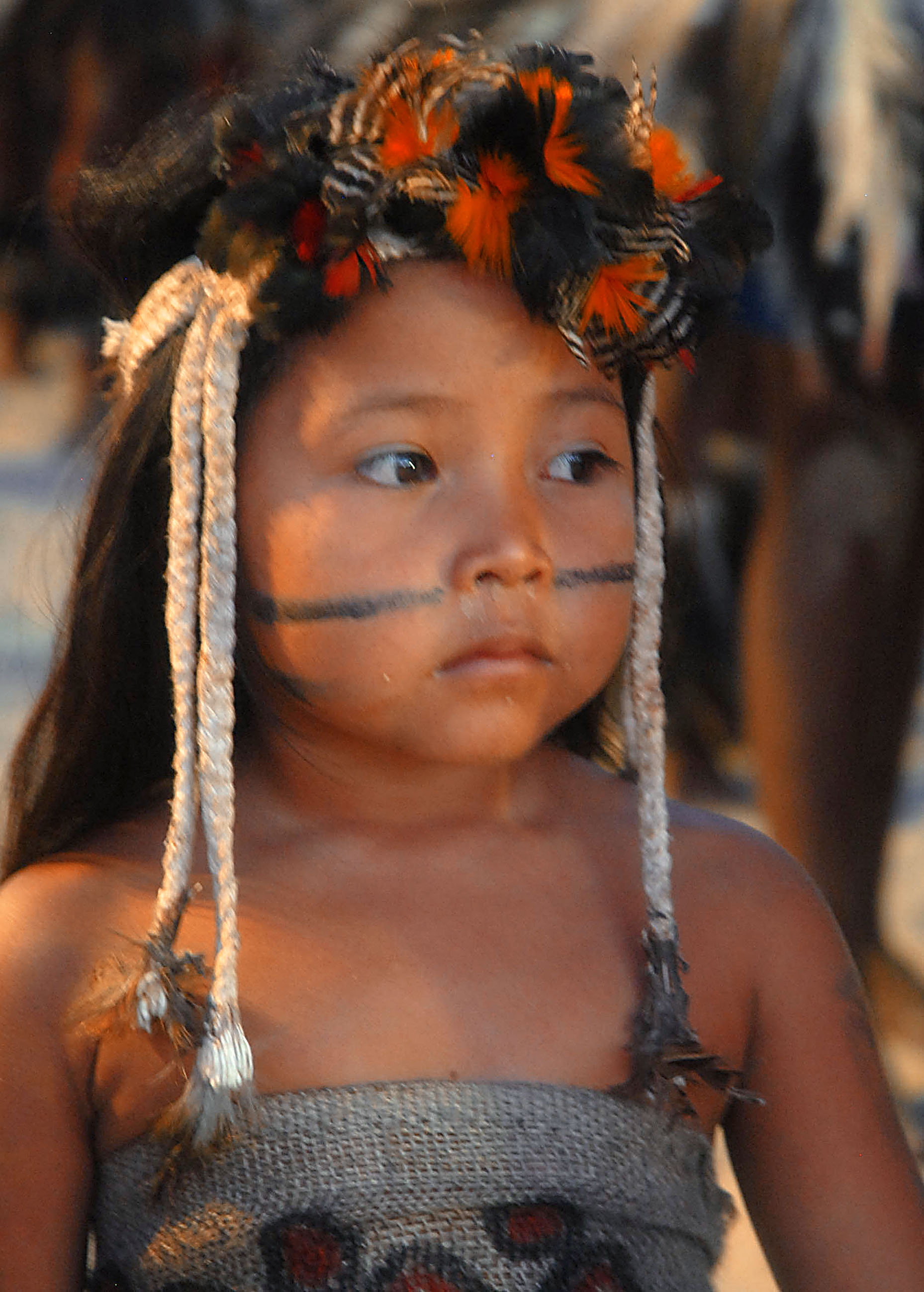
Девочка из племени терена

Терена, также терено, этелена — аборигенный народ в Бразилии. Численность к началу XXI века оценивается примерно в 19 000 человек. Говорят на языке терена (код ISO 639: ter). По религии — анимисты[уточнить].
Селения терена — около 20 — расположены на территории бразильского штата Мату-Гросу-ду-Сул. Народ терена достаточно хорошо приспособился к жизни в городских условиях.

## Галерея изображений

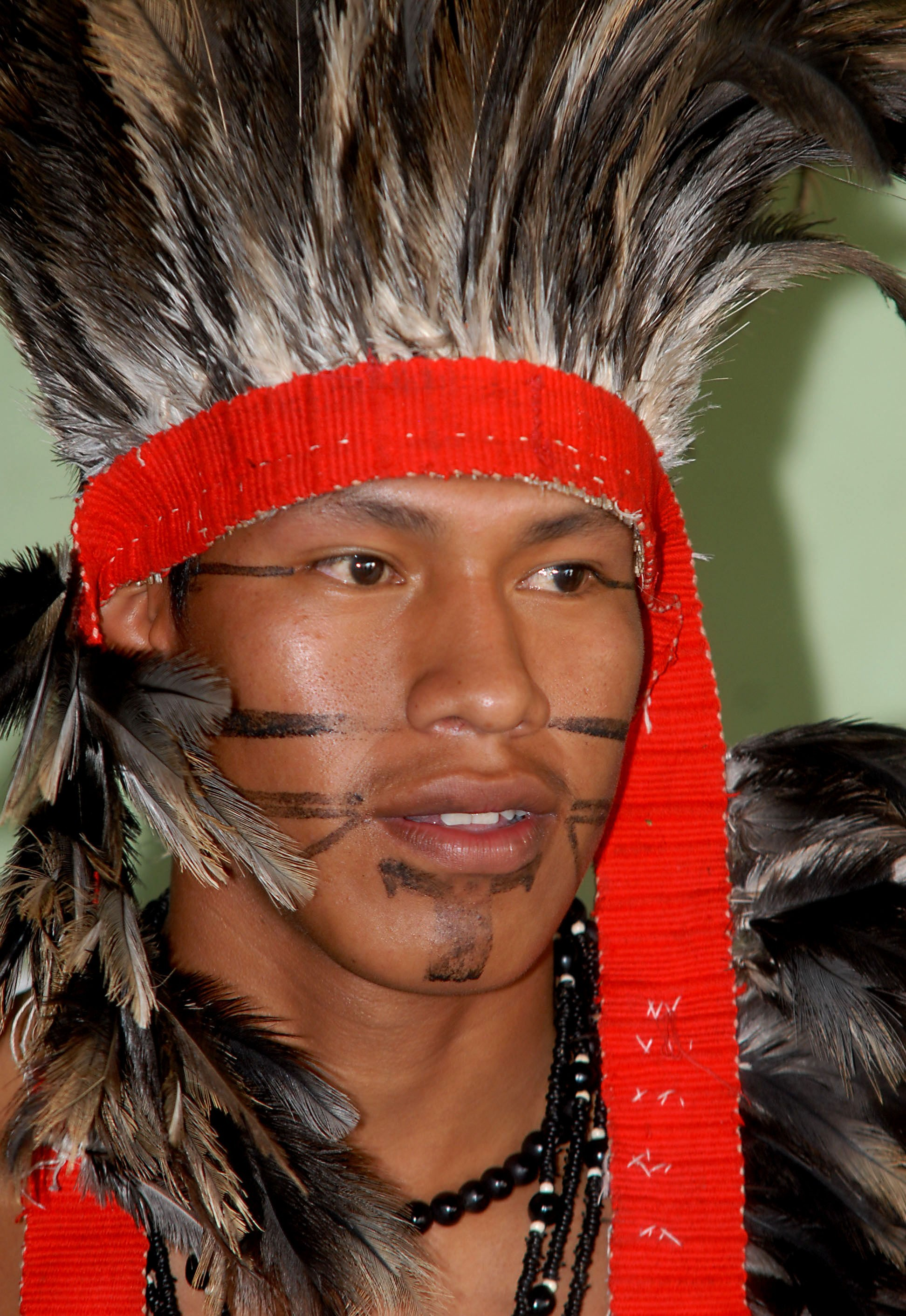
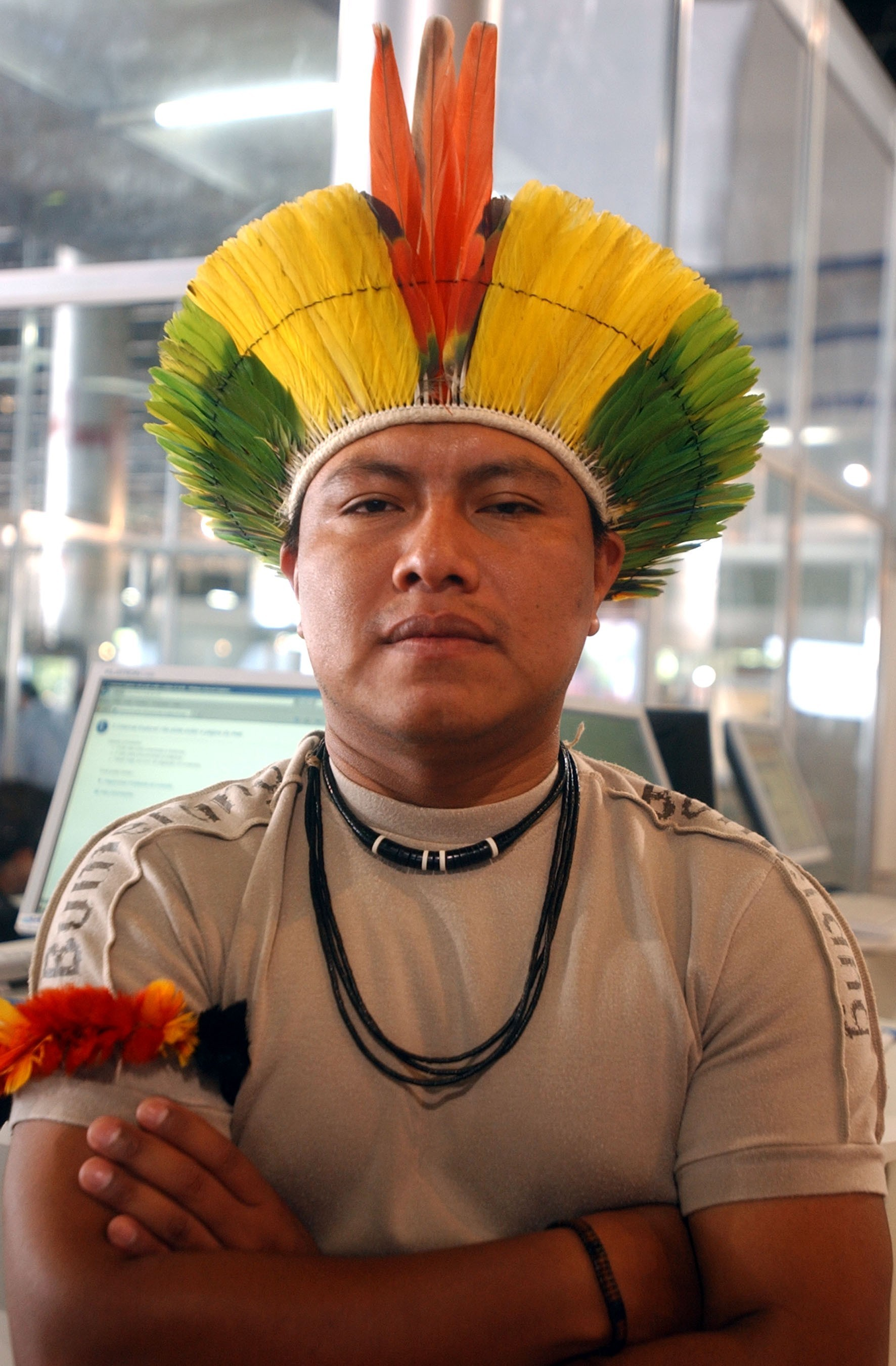
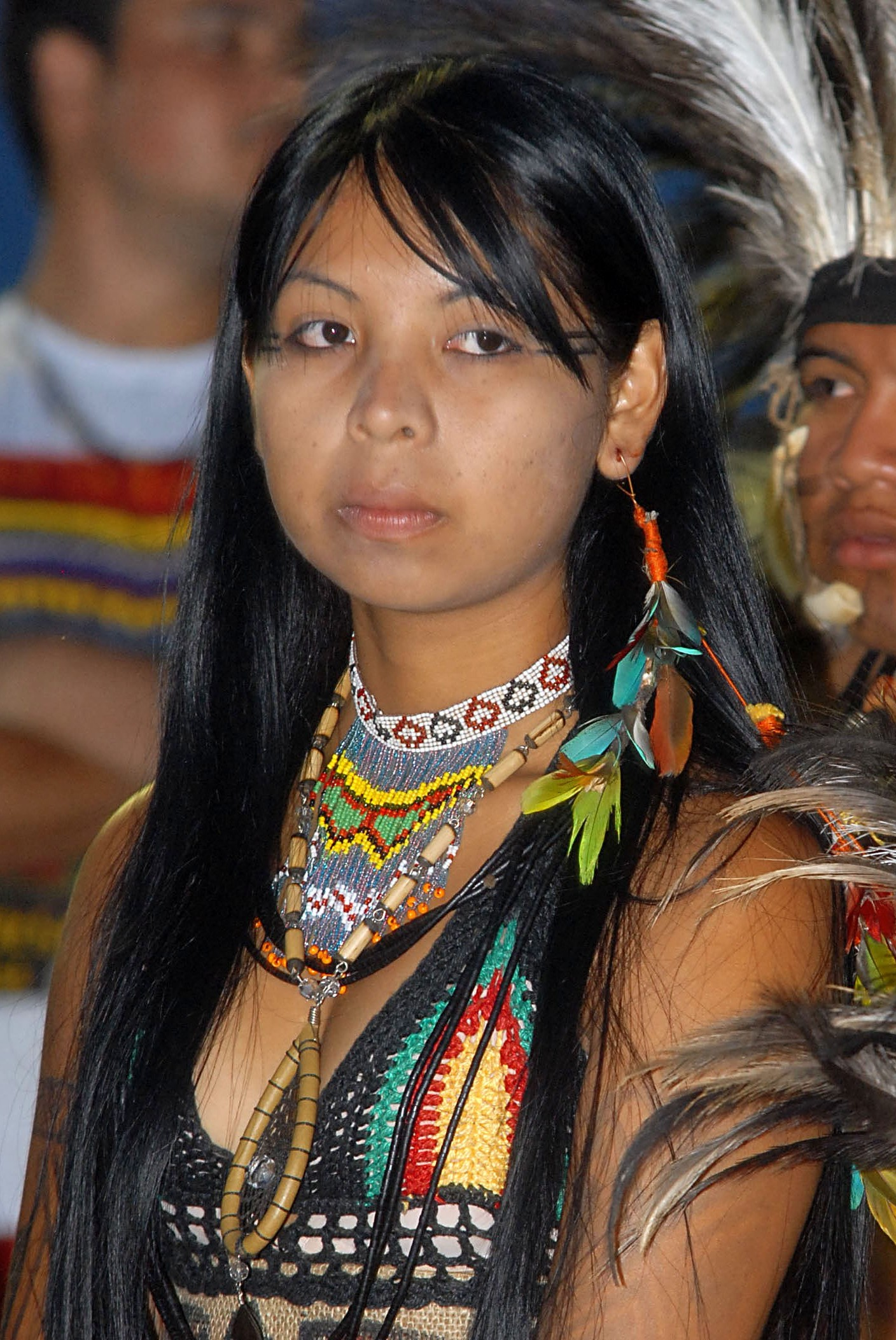
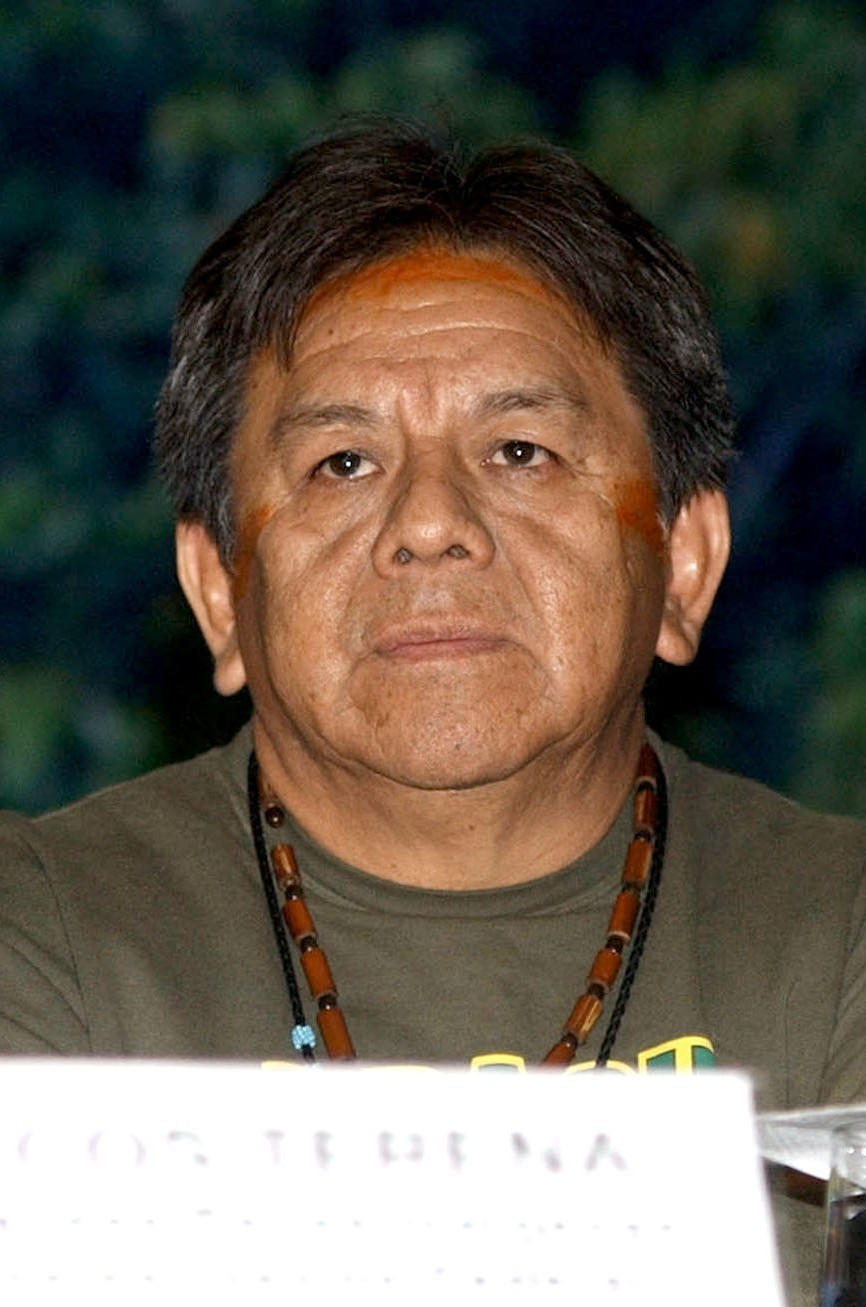
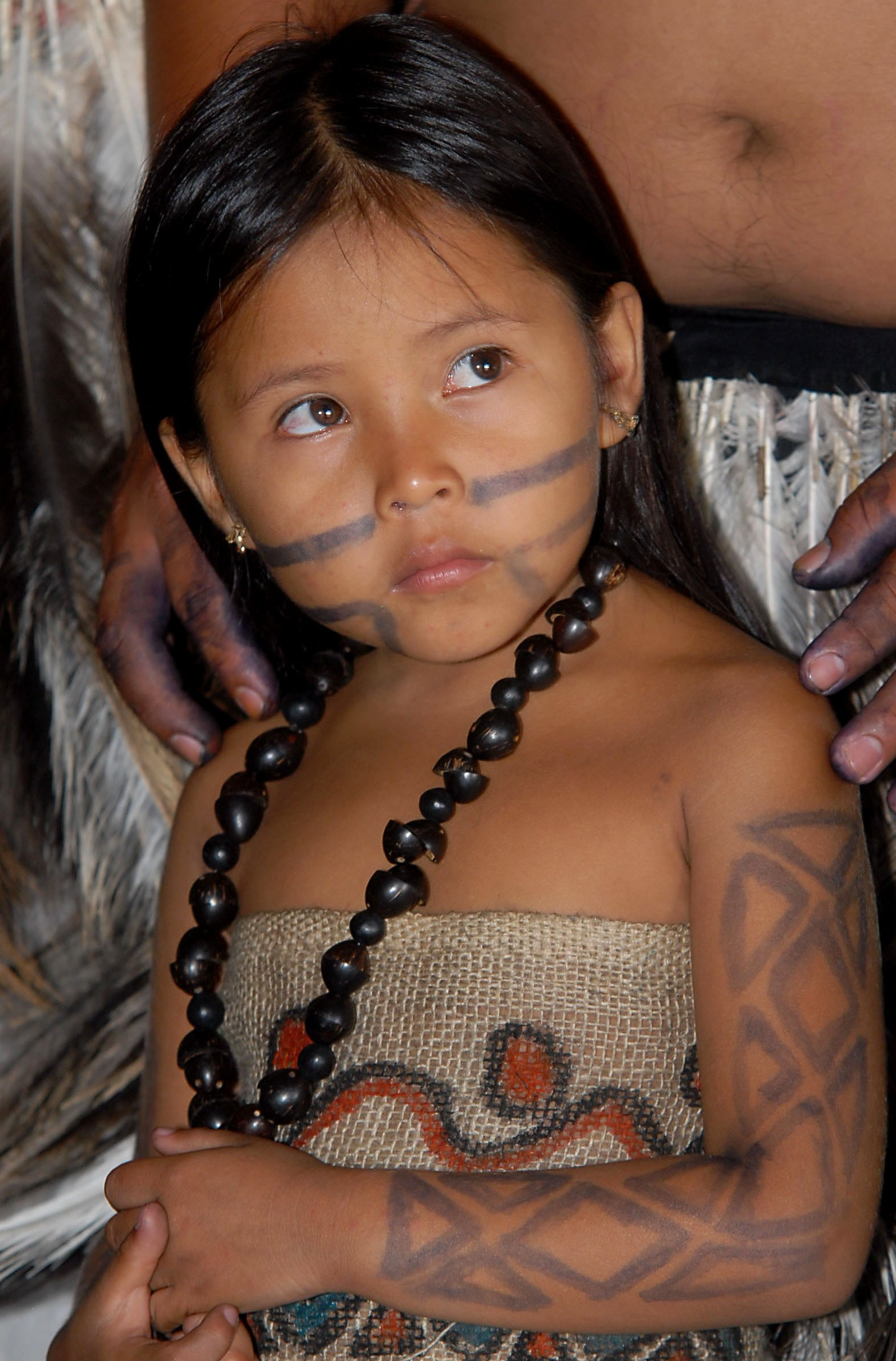
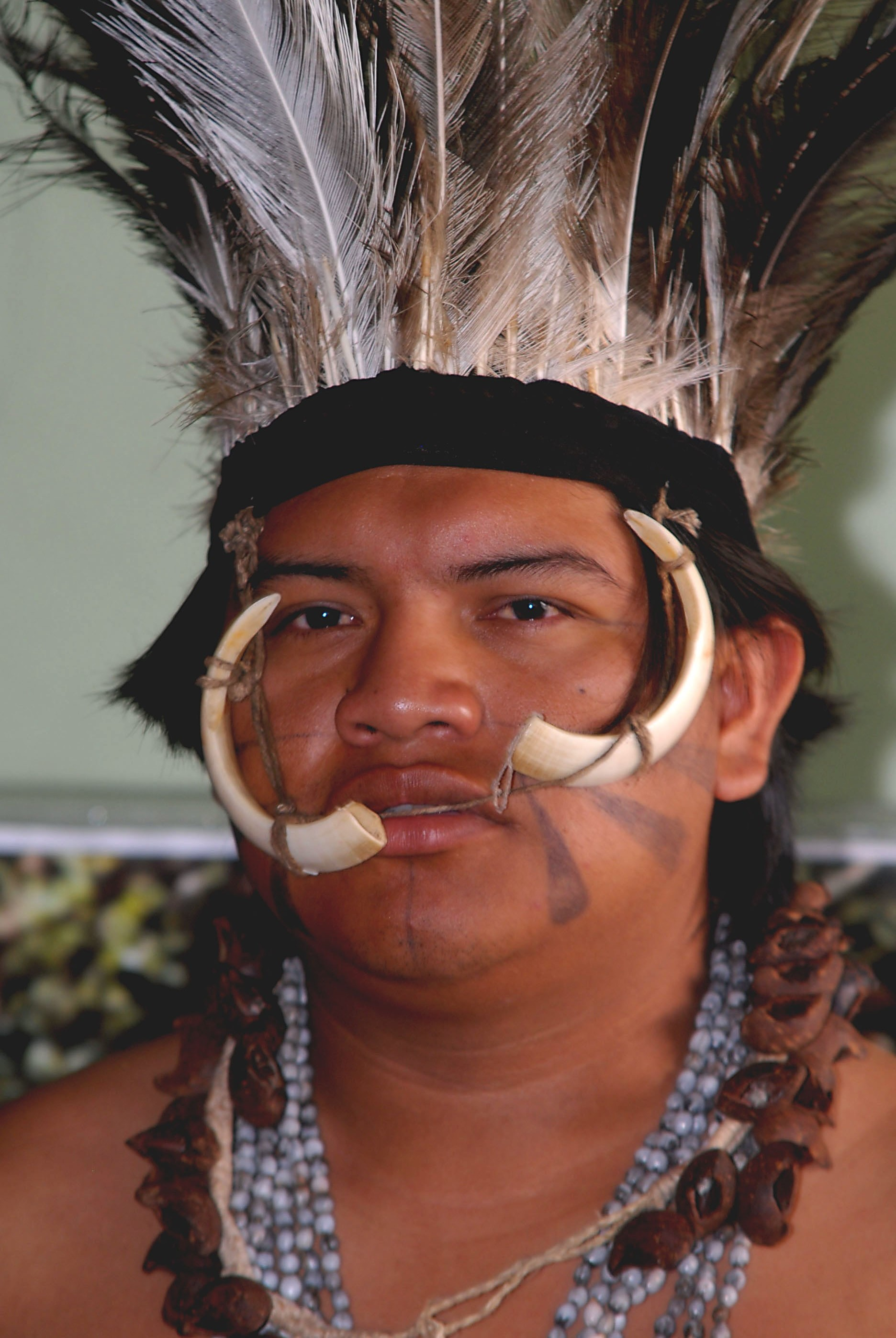